# Eriophyllum congdonii
Eriophyllum congdonii là một loài thực vật có hoa trong họ Cúc. Loài này được Brandegee mô tả khoa học đầu tiên năm 1899.